# El rock de mi vida
El rock de mi vida es el 1º CD en vivo de la banda argentina Guasones. El disco fue grabado en el estadio Obras Sanitaria y está compuesto por catorce temas.

## Lista de canciones
- 1. Con la casa en orden
- 2. Me muero
- 3. Sueños son
- 4. Estrellas
- 5. Estupendo día
- 6. Es tarde
- 7. Down
- 8. Fiebre
- 9. Cien años
- 10. Gracias
- 11. Reyes de la noche
- 12. Josefina / Hombre de la plata / Mr Jones
- 13. Todavía
- 14. La flaca Pili y el negro Tomás
- 15. A mi lado